# Martinický potok (přítok Želivky)
Martinický potok je levostranný přítok řeky Želivky ve Středočeském kraji a v Kraji Vysočina. Délka jeho toku činí 35,9 km. Plocha povodí měří 116,1 km².

## Průběh toku
Potok pramení ve vsi Slavětín, jež se nachází zhruba 3 km jihovýchodně od Načeradce, v nadmořské výšce cca 625 m. Teče velkými oblouky převážně východním směrem. Protéká obcemi Křešín, Martinice u Onšova a Onšov. Ústí do Želivky (přesněji do vodní nádrže Želivka - Švihov) nedaleko Vojslavic na 37,8 říčním kilometru.

### Větší přítoky
- Stupnický potok (hčp 1-09-02-075) je levostranný přítok s plochou povodí 6,2 km². [1]
- Lukavecký potok (hčp 1-09-02-077) je pravostranný přítok s plochou povodí 11,6 km². [1]
- Mohelnice (hčp 1-09-02-079) je levostranný přítok s plochou povodí 7,3 km². [1]
- Smrdovský potok (hčp 1-09-02-081) je pravostranný přítok s plochou povodí 5,1 km². [1]
- Košetický potok (hčp 1-09-02-083) je pravostranný přítok s plochou povodí 5,1 km². [1]
- Pekelský potok (hčp 1-09-02-085) je pravostranný přítok s plochou povodí 9,5 km². [1]
- Suchý potok (hčp 1-09-02-087) je levostranný přítok s plochou povodí 5,4 km². [1]

## Vodní režim
Průměrný průtok Martinického potoka u ústí činí 0,67 m³/s.
Hlásný profil:
| místo    | říční km | plocha povodí | průměrný průtok (Qa) | stoletá voda (Q100) |
| -------- | -------- | ------------- | -------------------- | ------------------- |
| Senožaty | 2,2      | 113,28 km²    | 0,52 m³/s            | 61 m³/s             |

M-denní průtoky u ústí:
| M [dní]  | Q30  | Q60  | Q90  | Q120 | Q150 | Q180 | Q210 | Q240 | Q270 | Q300 | Q330 | Q355 | Q364 |
| -------- | ---- | ---- | ---- | ---- | ---- | ---- | ---- | ---- | ---- | ---- | ---- | ---- | ---- |
| Q [m³/s] | 1,56 | 1,06 | 0,81 | 0,65 | 0,53 | 0,44 | 0,37 | 0,30 | 0,25 | 0,20 | 0,15 | 0,09 | 0,06 |

N-leté průtoky v profilu Senožaty:
| N-leté průtoky | Q1  | Q5   | Q10  | Q50  | Q100 |
| -------------- | --- | ---- | ---- | ---- | ---- |
| Q [m³/s]       | 6,5 | 17,4 | 24,5 | 47,8 | 61   |